# The Burglar of the Zodiac, and Other Poems
The Burglar of the Zodiac, and Other Poems – tomik wierszy amerykańskiego poety Williama Rose’a Benéta (brata Stephena Vincenta Benéta), późniejszego laureata Nagrody Pulitzera, opublikowany w 1918.